# Марьяновка (Чернобаевский район)
Марья́новка (укр. Мар'янівка) — село в Чернобаевском районе Черкасской области Украины.
Почтовый индекс — 19922. Телефонный код — 4739.

## Население
В 1862 году в деревне владельческой Крисы было 35 дворов где жило 195 человек (95 мужского и 100 женского пола).
В 1911 году в деревне Марьяновка была земская школа и жило 566 человек (290 мужского и 276 женского пола).
Население по переписи 2001 года составляло 117 человек.

### Языковой состав
Родной язык населения по данным переписи 2001 года:
| Язык       | Численность, чел. | Доля     |
| ---------- | ----------------- | -------- |
| Украинский | 111               | 94,87 %  |
| Армянский  | 4                 | 3,42 %   |
| Другое     | 2                 | 1,71 %   |
| Итого      | 117               | 100,00 % |

## Местный совет
19922, Черкасская обл., Чернобаевский р-н, с. Крестителево, ул. Щорса, 33

## История
До 1945 года село имело второе название Крысы (Крисы).